# Podgaj (powiat inowrocławski)
Podgaj – osada-ulicówka w Polsce położona w województwie kujawsko-pomorskim, w powiecie inowrocławskim, w gminie Złotniki Kujawskie.
W latach 1975–1998 osasa administracyjnie należała do województwa bydgoskiego.